# Calophasia nigrata
Calophasia nigrata là một loài bướm đêm trong họ Noctuidae.